# La Chapelle-Bertrand
La Chapelle-Bertrand település Franciaországban, Deux-Sèvres megyében. Lakosainak száma 456 fő (2022. január 1.). La Chapelle-Bertrand Beaulieu-sous-Parthenay, Parthenay, La Peyratte, Pompaire, Saint-Martin-du-Fouilloux és Saurais községekkel határos.

## Népesség
A település népességének változása:
| Lakosok száma | 492  | 478  | 494  | 478  | 474  | 469  | 467  | 461  | 456  |
|               | 2013 | 2015 | 2016 | 2017 | 2018 | 2019 | 2020 | 2021 | 2022 |